# Maganik
Maganik – pasmo górskie znajdujące się w środkowej Czarnogórze, położone ok. 40 km na północ od Podgoricy. Najwyższym szczytem jest Međeđi Vrh (Góra Niedźwiedzia) o wysokości 2139 m.
Maganik zajmuje ok. 200 km² powierzchni. Od północy jest ograniczony pasmem Stožac, a od południa Prekornica. Przez pasmo płyną trzy rzeki: Mrtwica, Morača oraz Zeta.
Wapienna budowa doprowadziła do wykształcenia się cennej rzeźby krasowej w tym wielu jaskiń.
W paśmie Maganik znajduje się najgłębsza jaskinia Czarnogóry i 66 najgłębsza jaskinia świata, Iron Deep, z deniwelacją -1173 m.
Do popularnych atrakcji turystycznych Maganika należy ścieżka biegnąca kanionem rzeki Mrtwicy.

## Katastrofa lotu nr 769 JAT w Maganiku
11 września 1973 roku doszło do katastrofy lotniczej samolotu Sud Aviation Caravelle. Samolot rozbił się o szczyt Babin Zub (2119 m). Lotem nr 769 linii lotniczych JAT (Jugoslovenski Aerotransport) ze Skopje do Titogradu (dzisiejsza Podgorica) podróżowało 41 osób w tym 6 członków załogi, wszyscy zginęli. Fragmenty samolotu są ciągle widoczne u podnóża góry, znajdują się one jednak w trudno dostępnym terenie.